# モッシュ

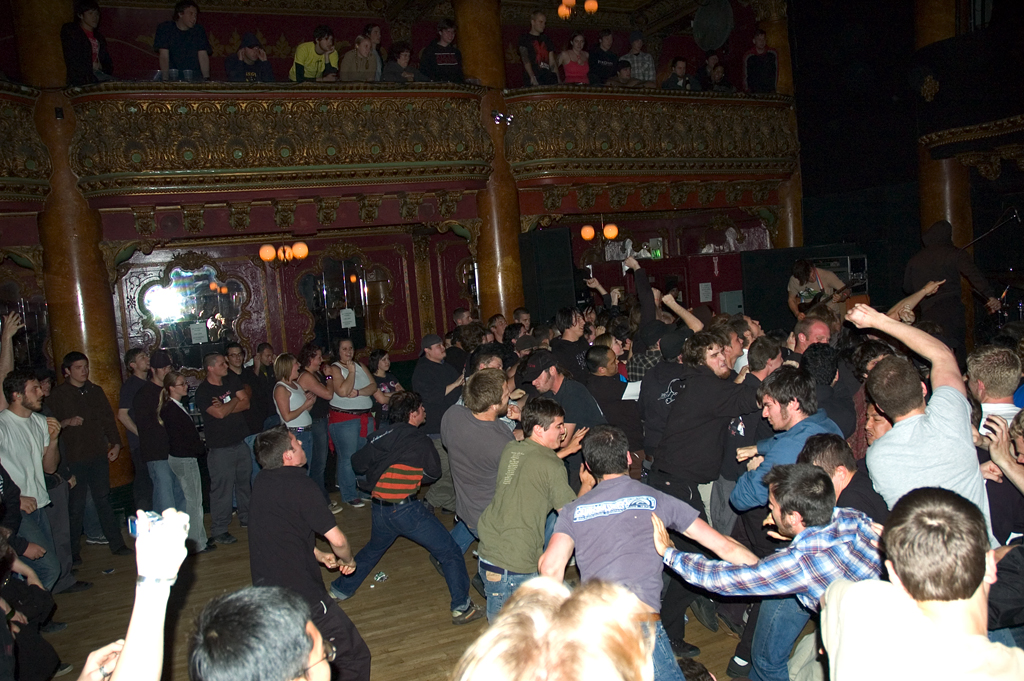
ザ・ディリンジャー・エスケイプ・プランのライブにおけるモッシュ

モッシュ（英: mosh）とは、主にロック・コンサートにおいて見られる、観客が密集した状態で無秩序に体を他の観客とぶつけあうこと。「ダイブ」とともに自他に危険も伴う行為である。

## 概要
ヘヴィメタルやパンク・ロックなどのライブにおいて観客が始めたのが起源とされ、メロディック・ハードコア、ハードコア・パンク、ブレイクコア、スクリーモ、ラウドロックなど多様なジャンルのライブ会場で見られる。その様子は極度に密集した状態で行われる激しいおしくらまんじゅうのようである。
大規模なモッシュが発生した場所はモッシュ・ピットと呼ばれる。2013年2月にコーネル大学の研究所が発表した論文において、モッシュ・ピットは「気体のような無秩序な運動状態」と定義されている。

## 危険性と禁止措置・トラブル・死傷事故
危険を伴うため、会場や主催者によって事前に「モッシュ禁止」がアナウンスされることが多い。
2006年にモッシュが禁止されていたKORNのコンサートライブにて、モッシュしていることを注意した30歳の男性が男性2人に暴行されて死亡した。被害者男性は妊娠中の恋人と障害を持つ自身の子供に危険だと注意し、口論となっていた。
また、2007年にはスマッシング・パンプキンズのライブにおいてモッシュが原因とみられる死亡事故が起きている。